# Quercus maccormickii
Quercus maccormickii là một loài thực vật có hoa trong họ Cử. Loài này được Carruth. miêu tả khoa học đầu tiên năm 1862.